# Watchtower
Gli Watchtower sono un gruppo technical thrash metal statunitense formatosi ad Austin, Texas, nel 1982.

## Storia
Si formano ad Austin nel 1982 e dopo due anni producono il loro primo demo Meltdown.
Nel 1985 il gruppo ha pubblicato il suo album d'esordio Energetic Disassembly, disco la cui musica si distingue per i frequenti cambi di tempo; è stato inoltre il primo album metal ad avere un comparto tecnico particolarmente elaborato, che sviluppatosi poi in diversi gruppi thrash e death nel filone technical metal.
Nel 1989 il gruppo pubblica il secondo album, Control and Resistance, nel quale la formazione originale subì diversi cambiamenti. Dopo questo disco, il gruppo decise di sciogliersi, per riunirsi nel 1999, e registrare una parte di nuovo materiale per un prossimo possibile album.
Alcuni componenti del gruppo hanno comunque sviluppato altri progetti musicali, come Jason McMaster con i Dangerous Toys e attualmente i Broken Teeth, Ron Jarzombek con gli Spastic Ink, e Doug Keyser e Rick Colaluca con i Retarded Elf.

## Formazione

### Formazione attuale
- Jason McMaster - voce
- Ron Jarzombek - chitarra
- Doug Keyser - basso
- Rick Colaluca - batteria

### Ex componenti
- Scott Jeffreys - voce
- Alan Tecchio - voce
- Mike Soliz - voce
- Billy White - chitarra

## Discografia

### Album in studio
- 1985 - Energetic Disassembly
- 1989 - Control and Resistance
- 2016 - Concepts of math (book One)

### Raccolte
- 2002 - Demonstrations In Chaos

### Demo
- 1984 - Meltdown
- 1987 - 1987 Demo